# Tartarocreagris hoodensis
Tartarocreagris hoodensis är en spindeldjursart som beskrevs av William B. Muchmore 200. Tartarocreagris hoodensis ingår i släktet Tartarocreagris och familjen helplåtklokrypare. Inga underarter finns listade i Catalogue of Life.